# Joar Vaadal
Joar Vaadal (ur. 2 sierpnia 1960 w Steinkjer) – norweski piłkarz występujący na pozycji napastnika.

## Kariera klubowa
Vaadal karierę rozpoczynał w sezonie 1976 w drugoligowym zespole Steinkjer FK. W sezonie 1977 awansował z nim do pierwszej ligi, ale w kolejnym spadł z powrotem do drugiej. W 1984 roku przeszedł do pierwszoligowego Lillestrøm SK. Jego barwy reprezentował przez cztery sezony. W tym czasie wraz z zespołem wywalczył mistrzostwo Norwegii (1986), wicemistrzostw Norwegii (1985) oraz Puchary Norwegii (1985). W 1988 roku wrócił do Steinkjera, grającego już w trzeciej lidze. W 1990 roku zakończył tam karierę.

## Kariera reprezentacyjna
W reprezentacji Norwegii Vaadal zadebiutował 20 czerwca 1984 w wygranym 1:0 towarzyskim meczu z Islandią. W tym samym roku znalazł się w kadrze na Letnie Igrzyska Olimpijskie, zakończone przez Norwegię na fazie grupowej.
W latach 1984–1985 w drużynie narodowej Vaadal rozegrał 6 spotkań.